# Pablo Verón
Pablo Verón (né le 17 octobre 1971) est un danseur et chorégraphe de tango argentin et de claquettes.
Il commence sa carrière en 1986 dans des comédies musicales (Evita, Cabaret, Sweet Charity). Il voyage ensuite sur le continent américain avec Tap 42 ; la troupe se produit ainsi dans plusieurs festivals et émissions télévisées. 
En 1991, Pablo Veron déménage à Paris pour y enseigner le tango. Il enseigne aujourd'hui encore à l'international.

## Chorégraphe
- 1992 : Mortadela (théâtre)
- 1997 : La Leçon de tango (film de Sally Potter)
- 1999 : Philharmonic Tango Concert (Oslo)
- 2000 : Philharmonic Orchestra (Stockholm)
- 2001 : Assassination Tango (film de Robert Duvall)

## Acteur
- 1988 : Cipayos (Jorge Coscia)
- 1992 : Mortadela
- 1997 : La Leçon de tango (Sally Potter)
- 2001 : The Man Who Cried (Sally Potter)